# ネオン・インディアン
ネオン・インディアン(Neon Indian)は、アメリカの音楽グループ。2008年結成。ボーカル、ソングライターのアラン・パロモを中心として活動する。

## 略歴
高校時代からGhosthustlerやVEGAとして作曲・演奏していたアラン・パロモにより活動開始。2009年10月、Lefse Recordsよりアルバム『サイキック・キャズムス』でデビュー。アルバムはプレスから賞賛され、ピッチフォーク・メディアは2009年のベストアルバムリストの14位に本作を選んだ。2011年3月リリースのEP『The Flaming Lips with Neon Indian』でザ・フレーミング・リップスと共演を果たした。2011年9月に2ndアルバム『エラ・エクストラーニャ』をリリース。2013年4月にEP『ERRATA ANEX』をリリースした。2014年12月にパロモは自身のインスタグラムを通じて2015年リリース予定のニューアルバムを制作中であることを報告した。

## 作品

### スタジオ・アルバム
- サイキック・キャズムス - Psychic Chasms （2009年）
- エラ・エクストラーニャ - Era Extraña （2011年）

### EP
- The Flaming Lips with Neon Indian （2011年）
- ERRATA ANEX （2013年）

### シングル
- "Deadbeat Summer" （2010年）
- "Sleep Paralysist" （2010年）
- "Fallout" （2011年）
- "Polish Girl" （2011年）
- "Hex Girlfriend" （2012年）